# T28 Super Heavy Tank
De T28 Super Heavy Tank (ook wel de 105 mm Gun Motor Carriage T95) was een prototype tankjager van het Amerikaanse leger in de Tweede Wereldoorlog.
De tank was oorspronkelijk bedoeld voor de strijd aan de Siegfriedlinie en later voor een eventuele invasie in Japan.
De tank werd vaak aangeduid als een superzware tank maar was eigenlijk een antitankvoertuig en kreeg na de oorlog ook de benaming 105 mm Gun Motor Carriage T95.

## Geschiedenis
Doordat de Duitsers bezig waren met het ontwikkelen van superzware tanks als de Maus hadden de geallieerden ook zware tanks nodig om een kans te hebben deze te kunnen verslaan zonder te veel verliezen. Daarnaast liepen de geallieerde legers vast op de Siegfriedlinie en was daar zwaar materieel als de T28 hard nodig om een gat te kunnen slaan in de Duitse verdediging.
Op een conferentie in maart 1944 werd besloten vijf stuks te laten bouwen. De Pacific Car and Foundry Company kreeg het ontwerp pas een jaar later, te laat voor de strijd in Europa. Toen de eerste tank eenmaal gereed was, was ook de oorlog in de Stille Oceaan al voorbij en was het project min of meer nutteloos. Desondanks ging men door met de productie van vijf prototypes en later wellicht 25 tanks die inzetbaar waren voor het Amerikaanse leger.

## Beschrijving
De T28 werd uitgerust met een T5E1 105 mm-kanon. Om gewicht en hoogte van het voertuig te beperken werd geen geschutskoepel gemonteerd. Het kanon werd aan de voorzijde van het voertuig geplaatst. Deze vaste opstelling leidde tot een beperkte traverse van 10 graden naar beide zijden en een elevatie van -5 tot +20 graden. Het zware pantser, maximaal 305 mm, leidde uiteindelijk toch tot een totaalgewicht van 86 ton. De Ford benzinemotor met een vermogen van 500 pk was eigenlijk te licht voor zo een zware tank; de versnellingsbak werd wel aangepast hetgeen resulteerde in een lage maximumsnelheid van 13 km/h.
Opvallend was de uitrusting met een dubbele set rupsbanden aan beide zijden. Dit om te voorkomen dat de tank in zachte grond zou wegzakken. De tank was 4,4 meter breed, bijna het dubbele van een M4 Sherman die 2,6 meter breed was. De buitenste rupsbanken konden verwijderd worden om transport over de weg of op treinwagons mogelijk te maken. Aan de achterzijde van de T28 waren twee lieren bevestigd die behulpzaam waren bij het (de-)monteren van de buitenste rupsbanden.

## Hernoeming en annulering
Doordat de T28 geen geschutskoepel had, had de tank veel weg van een gemechaniseerd geschut en in 1945 werd hij dan ook hernoemd tot 105 mm Gun Motor Carriage T95, oftewel T95 GMC. In 1946 werd dit echter weer ongedaan gemaakt omdat het voertuig bedoeld was als een zware tankjager in plaats van een kanon.
Er werden uiteindelijk slechts twee prototypes gebouwd. Ze ondergingen verschillende tests en oefeningen op de Aberdeen Proving Grounds en bij Fort Knox. In 1947 brak er brand uit in de motor van een van de tanks waardoor deze onherstelbaar beschadigd werd. De andere T28 werd verkocht aan de schroothandel. Het programma werd in oktober 1947 stopgezet. Doordat er nieuwe tanks als de T29 en de T30 waren ontwikkeld zou de T28 nooit strijd zien.
In de onderstaande figuur een overzicht van de belangrijkste kenmerken van de drie zware tanks:
| Type                  | T28                    | T29                                                                                                  | T30                          |
| --------------------- | ---------------------- | --- | ---------------------------- |
| Gewicht               | 86,2 ton               | 64,0 ton                                                                                             | 65,8 ton                     |
| Bemanning             | 4                      | 6 | 6                            |
| Motor                 | Ford GAF V-8, 500 pk   | Ford GAC V-12, 650 pk                                                                                | Continental AV1790-3, 704 pk |
| Maximumsnelheid       | 13 km/h                | 32 km/h                                                                                              | 26,5 km/h                    |
| Maximum dikte pantser | 305 mm                 | 279 mm                                                                                               | 280 mm                       |
| Lengte                | 11,10 m                | 11,57 m                                                                                              | 11,57 m                      |
| Breedte               | 4,39 m                 | 3,80 m                                                                                               | 3,80 m                       |
| Hoogte                | 2,84 m                 | 3,20 m                                                                                               | 3,20 m                       |
| Hoofd bewapening      | 105mm T5E1-kanon       | 105mm T5E2-kanon                                                                                     | T7 155mm-kanon               |
| Extra bewapening      | .50 inch machinegeweer | - 2 × .50 inch (12,7 mm) Browning M2HB; - 1 × .50 M2HB tegen luchtdoelen; - 1 × .30 Browning M1919A4 | 7,62 mm machinegeweer        |
| Munitie               | 62 granaten            | 63 granaten                                                                                          | 34 granaten                  |

### Laatste tank

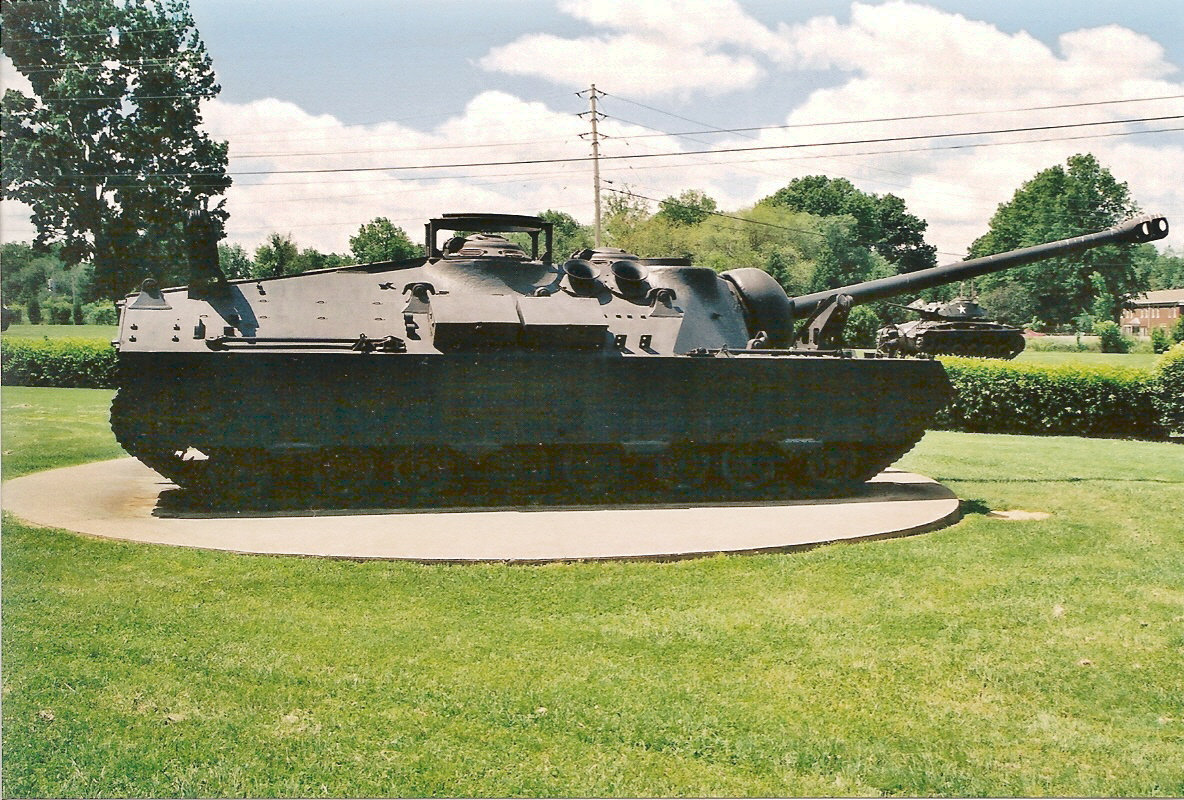
Zijzicht

In 1974 werd het laatste prototype van de tank gevonden, achtergelaten nabij Fort Belvoir. Het is onbekend hoe het voertuig daar terecht is gekomen en wat er in de tussenliggende 27 jaar mee is gebeurd. De tank staat tentoongesteld in het General George Patton Museum.